# Roridula
Roridula este un gen de plante răspândite în Africa de Sud. Speciile, deși au adaptările plantelor carnivore, nu digeră în mod direct insectele pe care le prind. Genul este singurul din familia Roridulaceae.

## Legături extenre
- Roridulaceae Arhivat în 10 martie 2006, la Wayback Machine. în L. Watson and M.J. Dallwitz (1992 onwards). The families of flowering plants. Arhivat în 3 ianuarie 2007, la Wayback Machine.